# Antepione thisoaria
Antepione thisoaria är en fjärilsart som beskrevs av Achille Guenée 1858. Antepione thisoaria ingår i släktet Antepione och familjen mätare. Inga underarter finns listade i Catalogue of Life.

## Bildgalleri

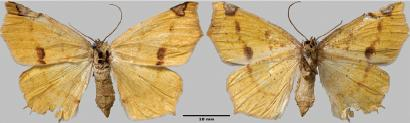
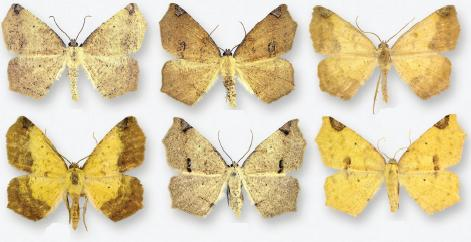